# Dianthus arpadianus
Dianthus arpadianus Ade & Bornm. är en nejlikväxt

## Beskrivning[2]
Dianthus arpadianus ingår i släktet nejlikor, och familjen nejlikväxter.
Höjd 20 – 25 cm; breder ut sig till en tuva om 20 – 30 cm diameter.
Skära blommor upp till 25 mm diameter.
Blomningstid från maj till juni.
Förökas med sticklingar.
Ratas av rådjur.

## Underarter
- Dianthus arpadianus var. pumilus

## Habitat
N Egeis, NV Turkiet.

## Biotop
Soligt eller halvskugga. Fuktig mark.
pH = 6,6 — 7,8.
Härdig till –40 °C.

## Etymologi
- Släktnamnet Dianthus  härleds från grekiska Διός, Dios (ett alternativt namn till guden Zeus) och ἀνθός, anthos = blomma. Betydelsen blir sålunda Zeus blomma. I överförd bemärkelse kan det även förstås som gudomlig blomma. Detta var ett namn, som användes för en växt i antiken, redan 300 år före vår tideräkning.

## Användning
Prydnadsväxt i trädgårdar, snittblomma.